# 常用漢字
常用漢字（）とは、「法令、公用文書、新聞、雑誌、放送など、一般の社会生活において、現代の国語を書き表す場合の漢字使用の目安」として、内閣告示「常用漢字表」で示された現代日本における日本語の漢字である。現行の常用漢字表は、2010年（平成22年）11月30日に平成22年内閣告示第2号として告示され、2,136字、4,388音訓（2,352音、2,036訓）から成る（→ 一覧）。
常用漢字は、漢字使用の目安であって制限ではない。一方、日本の学習指導要領では、義務教育の国語で習う漢字は常用漢字のみと規定している。日本の主な報道機関は、日本新聞協会が発行する『新聞用語集』（新聞用語懇談会編）に掲載される新聞常用漢字表や共同通信社が発行する『記者ハンドブック』に基づき、各社で多少の手を加えて漢字使用の基準としている場合が多い。

## 歴史
1. 1923年（大正12年）、文部省臨時国語調査会が発表した常用漢字表。同年5月9日に発表した漢字1,962字と同年5月12日に発表した略字154字[3]。一部資料に1,960字とあるのは略字によって2組が同字となるため。同年9月1日実施予定であったが、同日発生した関東大震災により頓挫した。
2. 1931年（昭和6年）、「常用漢字表及仮名遣改定案に関する修正」にて上記常用漢字表中の147字を減らし45字を増やして修正した1,858字。
3. 1942年（昭和17年）、国語審議会が作成した標準漢字表2,528字のうちの常用漢字1,134字[4]。ほかに準常用漢字1,320字、特別漢字74字。簡易字体（略字）の本体78字、許容64字があった。
4. 1946年（昭和21年）、国語審議会が上記標準漢字表の中の常用漢字から88字を削り249字を加えた常用漢字表1,295字案。この案は採択されず、同年、これを修正した1,850字が当用漢字として公布された。
5. 1981年（昭和56年）3月23日に国語審議会が答申し、同年10月1日に昭和56年内閣告示第1号として告示された常用漢字表。当用漢字の後継であり、1,945字／4,087音訓［2,187音・1,900訓］から成る。
6. 2010年（平成22年）6月7日に文化審議会が改定常用漢字表として答申し、同年11月30日に平成22年内閣告示第2号として告示された常用漢字表。告示の際、昭和56年内閣告示第1号「常用漢字表」は廃止された。2,136字／4,388音訓［2,352音・2,036訓］から成る。

なお、このページでは5.および6.について解説する。

## 1981年の制定時（当用漢字との違い）
昭和56年内閣告示第1号「常用漢字表」（1,945字／4,087音訓［2,187音・1,900訓］）では、当用漢字表と比べて字数の上では、以下の95字が増加した。削除された字種はなかった。
追加された字
猿 凹 渦 靴 稼 拐 涯 垣 殻 潟 喝 褐 缶 頑 挟 矯 襟 隅 渓 蛍 嫌 洪 溝 昆 崎 皿 桟 傘 肢 遮 蛇 酌 汁 塾 尚 宵 縄 壌 唇 甚 据 杉 斉 逝 仙 栓 挿 曹 槽 藻 駄 濯 棚 挑 眺 釣 塚 漬 亭 偵 泥 搭 棟 洞 凸 屯 把 覇 漠 肌 鉢 披 扉 猫 頻 瓶 雰 塀 泡 俸 褒 朴 僕 堀 磨 抹 岬 妄 厄 癒 悠 羅 竜 戻 枠
字体を改めた字
当用漢字字体表の「燈」が「灯」に改められた。
音訓が加わった字
栄（はえる）、危（あやぶむ）、憩（いこう）、香（かおる）、愁（うれえる）、謡（うたう）、露（ロウ）、和（オ）
付表に加わったもの
叔父・伯父（おじ）、叔母・伯母（おば）、桟敷（さじき）、凸凹（でこぼこ）
音訓が削られた字
膚（はだ）、盲（めくら）

### 経緯
1966年6月、国語審議会は国語施策の改善の諮問を受けた。
1972年、当用漢字改正に向けた審議が始まる。
1975年1月、第十二期国語審議会が発足。この際には委員の林大、松村明、輿水優、安永実の四名を調査団として中国に派遣し、中国文字改革委員会との談合を行った。1977年1月、第十二期国語審議会では1900字からなる新漢字表試案を出した。
1979年3月30日、国語審議会は第十三期国語審議会にて常用漢字答案を中間答申した。本来これは最終答申とするものであったが福島慎太郎会長の下、中途、中間答申に切り替えたものである。内容は以下の通り。
追加（83字）
猿 凹 渦 靴 稼 涯 垣 殻 潟 褐 缶 頑 挟 襟 隅 渓 蛍 嫌 洪 溝 昆 崎 皿 傘 肢 遮 蛇 酌 汁 塾 尚 宵 縄 唇 甚 据 杉 斉 逝 仙 栓 挿 槽 藻 駄 濯 挑 眺 釣 塚 漬 亭 泥 棟 洞 凸 把 覇 漠 肌 鉢 披 扉 猫 頻 瓶 塀 泡 俸 褒 朴 僕 堀 磨 岬 妄 厄 癒 悠 羅 竜 戻
試案追加（12字）
拐 喝 矯 桟 壌 曹 棚 偵 搭 屯 抹 枠
試案削除から復活（14字）
芋 謁 殴 劾 堪 繭 嗣 遵 嫡 逓 痘 陪 畔 濫
削除（19字）
且 但 虞 脹 勺 畝 匁 侯 爵 帥 朕 錘 銑 薪 奴 翁 隷 婆 嚇
この案については批判が相次ぎ、藤堂明保、大野晋、三好京三らは「不足している」と述べ、3月22日の自民党文教制度調整会と文教部会の合同会議では「翁は残すべきだ」、「まだ追加してもいい」などの声で紛糾した。
同年6月5日に開かれた第十四期国語審議会では六月から七月にかけて全国5カ所で説明協議会を開くこととした。また、各団体から文化庁に対して意見書が提出され、日本文芸家協会は百文字程度増やす提案をする一方、カナモジカイはもっぱら削除の提案を行った。日本教職員組合は漢字使用が野放しになる恐れがあるものとして再検討を求めた。
1981年3月23日、第十四期国語審議会は常用漢字表を取りまとめ、田中龍夫文科相に最終答申し、同年10月1日、内閣告示された。この際、試案に追加された漢字は全て採用され、また試案で削除対象となった漢字についても復活することとなった。

## 2010年の改定
文化審議会は2010年6月7日、改定常用漢字表（2,136字／4,388音訓［2,352音・2,036訓］）を答申した。これは同年11月30日に平成22年内閣告示第2号「常用漢字表」として内閣告示された。その際、昭和56年内閣告示第1号「常用漢字表」は廃止された。
追加（196字）
挨 曖 宛 嵐 畏 萎 椅 彙 茨 咽 淫 唄 鬱 怨 媛 艶 旺 岡 臆 俺 苛 牙 瓦 楷 潰 諧 崖 蓋 骸 柿 顎 葛 釜 鎌 韓 玩 伎 亀 毀 畿 臼 嗅 巾 僅 錦 惧 串 窟 熊 詣 憬 稽 隙 桁 拳 鍵 舷 股 虎 錮 勾 梗 喉 乞 傲 駒 頃 痕 沙 挫 采 塞 埼 柵 刹 拶 斬 恣 摯 餌 鹿 𠮟 嫉 腫 呪 袖 羞 蹴 憧 拭 尻 芯 腎 須 裾 凄 醒 脊 戚 煎 羨 腺 詮 箋 膳 狙 遡 曽 爽 痩 踪 捉 遜 汰 唾 堆 戴 誰 旦 綻 緻 酎 貼 嘲 捗 椎 爪 鶴 諦 溺 塡 妬 賭 藤 瞳 栃 頓 貪 丼 那 奈 梨 謎 鍋 匂 虹 捻 罵 剝 箸 氾 汎 阪 斑 眉 膝 肘 訃 阜 蔽 餅 璧 蔑 哺 蜂 貌 頰 睦 勃 昧 枕 蜜 冥 麺 冶 弥 闇 喩 湧 妖 瘍 沃 拉 辣 藍 璃 慄 侶 瞭 瑠 呂 賂 弄 籠 麓 脇
削除（5字）
勺 錘 銑 脹 匁
同時に新人名用漢字に取り入れられているため、新生児の命名には引き続き使用可能である。
また音訓が以下の通り追加、変更、削除された。
追加（29音訓）
委（ゆだねる）、育（はぐくむ）、応（こたえる）、滑（コツ）、関（かかわる）、館（やかた）、鑑（かんがみる）、混（こむ）、私（わたし）、臭（におう）、旬（シュン）、伸（のべる）、振（ふれる）、粋（いき）、逝（いく）、拙（つたない）、全（すべて）、創（つくる）、速（はやまる）、他（ほか）、中（ジュウ）、描（かく）、放（ほうる）、務（つとまる）、癒（いえる・いやす）、要（かなめ）、絡（からめる）、類（たぐい）
変更（1訓）
側（かわ） - 訓「かわ」を「がわ」に変更。
削除（3音訓）
畝（せ）、疲（つからす）、浦（ホ）
備考欄などについて以下の通り変更された。
変更
愛・岐・児・滋・城・神・鳥・富・分・良 - 備考欄に都道府県名を注記。
音 - 語例「音信不通」を「母音」に変更。備考欄「音信不通」の注記を削除。
堪 - 語例「堪能」を追加。備考欄に〈「堪能」は、「タンノウ」とも。〉と注記。
屈 - 語例「理屈」を追加。
十 - 備考欄に〈「ジュッ」とも。〉と注記。
従 - 語例「従って〔接〕」を削除。
昭 - 語例「昭和」を追加。
側 - 備考欄に〈「かわ」とも。〉と注記。
透 - 語例「透き間」を削除。
破 - 語例「破棄」を追加。
力 - 凡例に注記。
付表は以下の通り追加、変更された。
追加（6語）
鍛冶（かじ）、固唾（かたず）、尻尾（しっぽ）、老舗（しにせ）、真面目（まじめ）、弥生（やよい）
変更（5語）
居士（こじ） - 「一言居士」を「居士」に変更。
五月（さつき） - 「五月晴れ」を「五月」に変更。
お母さん（おかあさん） - 「お母さん」を「母さん」に変更。
お父さん（おとうさん） - 「お父さん」を「父さん」に変更。
海女（あま） - 「海女」を「海女・海士」に変更。

### 経緯
2005年（平成17年）2月2日に国語分科会が「情報化時代に対応する漢字政策の在り方を検討することが必要」であるとした報告書を文化審議会に提出した。これを受けて、同年3月30日、中山成彬文部科学大臣は常用漢字表の見直しの検討などを文化審議会に諮問した。同年9月から文化審議会国語分科会の漢字小委員会が常用漢字見直しの審議に入った。
その後、第6回漢字小委員会では、「『常用漢字』と『準常用漢字（読めるだけでいい漢字）』に分けることの是非」という文言を含む資料が配付された。また答申時期については、第15回漢字小委員会で2010年2月の新常用漢字表答申を目指すと述べられている。なお、その後の漢字小委員会で表の煩雑化に疑問の声があり、「準常用漢字」などの区分は最終的に行われなかった。2008年（平成20年）1月9日、都道府県名に使われている漢字で常用漢字に現在含まれていない「阪・鹿・奈・岡・熊・梨・阜・埼・茨・栃・媛」の11字を常用漢字に含めることを決めた。これは固有名詞については常用漢字表の対象としないのが原則であり、今後も維持するが、特に公共性が高い都道府県名について例外として扱ったものである。またその後、「韓・畿」が追加候補に入ったが、これは都道府県名に準じる漢字としての位置付けである。
2008年（平成20年）5月12日の第21回漢字小委員会で、第1次字種候補素案218字が発表された（220字と明記され、主要新聞社もそのように発表したが、実際には「闇」がデザイン差で重複しており、また既に常用漢字表に入っている「靴」が誤って入っていたため218字が正しい）。この時点では特定の語に限って常用漢字と同様に認める熟語が「別表」として付記されていたが、「なるべく単純明快な漢字表を作成する」という考え方に基づき、その後の6月16日の第23回漢字小委員会では第2次字種候補案が「別表」を統合した形で発表され、同日の審議でもその旨了承された。なお、第2次字種候補案では「本表に入れる可能性のある候補漢字」は188字とされた。また「斤」が削除候補から外された。
同年7月15日の第24回漢字小委員会では、7月31日の第39回国語分科会に提出する資料について「最終的な扱いについては前田主査に一任する」ことが了承された。また、国語分科会で字種候補案が了承されたとしても、今後、行われる音訓の検討過程で字種の出し入れの可能性があることも確認された。実際にその後の9月22日の第25回漢字小委員会では、追加候補に「刹・椎・賭・遡」の4字が追加され、「蒙」が削除された。これにより追加候補は191字となった。2009年（平成21年）10月23日の第37回漢字小委員会および11月10日の第42回国語分科会で了承された修正案では「柿・哺・楷・睦・釜・錮・賂・勾・毀」の9字が追加、「聘・憚・哨・諜」の4字が削除され、追加候補は196字となった。なお、漢字表の名称は現行と同じ「常用漢字表（改定常用漢字表）」とすることが確定した。
文化審議会は2010年6月7日の第51回文化審議会総会で、改定常用漢字表を答申した。
（参考）一度は追加候補漢字に入りながら、その後外された漢字（85字）
叩 噓 噂 濡 笠 嬉 朋 覗 撫 溜 鷹 揃 頷 摑 翔 喋 嚙 洩 禄 栗 馴 駕 鴨 淵 駿 蘭 胡 蘇 狼 蝶 搔 惚 蒼 腿 菩 吊 雀 樽 壺 祀 卿 歪 棲 磯 桶 鷲 媚 寵 秤 套 醬 疼 賤 顚 糊 誼 截 綬 庄 毅 揆 躇 躊 憐 狽 萌 撥 謳 蔓 捏 饉 倦 屛 恍 斡 膠 疇 謗 乖 誹 蒙 聘 憚 哨 諜
また、文化庁は「『新常用漢字表（仮称）』に関する試案」を公開、パブリックコメント募集を行い、2009年（平成21年）3月16日から行われたものの結果がニュースなどで報道された。これは第31回漢字小委員会以降で配付された資料に基づくものである。それによると、新たに302字の追加希望があったという。
最も追加要望が多かったのは「鷹」の22件である。三鷹市、鷹栖町、白鷹町など名称に「鷹」を含む自治体が意見書を出していた。三鷹市によれば、「鷹」は「都道府県名や動植物名等の固有名詞を中心とした使用例が多い」との理由で追加字種候補から除外されたが、市はこれに反論して四字熟語を含む熟語や故事・諺など多数の用例を挙げ「社会生活や日本の伝統文化を表す語が多数存在する」と主張した。またもう一つの根拠として和文書体データのフォント作成の際に、全ての漢字の構成要素が凝縮されているとして「鷹・東・永・国・室・道・機・識・闘・愛・警・酬」の12文字を基準に作成されていることを挙げて「鷹」の追加を強く要望した。この三鷹市の取り組みに対しては全国から多くの反響が寄せられたという。
続いて「碍」の20件は、一部の障害者団体が「障害」を「障碍」と表記するよう主張していることが関係している。その他、6件以上意見があったのは「睦・柿・迂・哺・蘇・棲・疹・楷・揃・叩・濡・吊・悶・牽・挽・捏・膿・噓・禄」であった。
一方、削除希望の漢字も挙げられ、最も多かったのは「鬱」、次いで「顎」であった。そのほか「聘・憚・憬」などが挙がっており、「埼・阪・阜」など都道府県に用いられる漢字に対しても削除の要望があった。今回のパブリックコメントでは約220件の意見が寄せられ「敬語の指針（報告案）」の際の5倍に上った。文化庁は、このパブリックコメントを加味した上で、再度指針案を練り直すとしていた。
その後、2009年（平成21年）11月25日から12月24日まで再度、修正案を対象にしたパブリックコメントが実施され、272件の意見が寄せられた。追加希望が最も多かった字は「玻」の95件で、この字が人名用漢字でないことを理由に子供の出生届を不受理とされた処分の無効を求めていた愛知県在住の夫婦とその支援者による組織票により、前回の0件から一転して95件の追加希望が寄せられた。また、前回のパブリックコメントでは20件であった「碍」は86件と大幅に追加希望が増加。「鷹」は前回より2件増の24件であった。
この結果に基づいて審議が行われた結果、2010年（平成22年）4月13日に開催された第41回漢字小委員会は「玻・碍・鷹」のいずれも追加を見送り、2009年11月の試案通り字種を「196増5減」とする案が了承された。ただし「碍」については内閣府の障がい者制度改革推進本部で「障害」の表記の在り方について検討しているため、その結果によっては改めて検討することとした。

### 字体
「改定常用漢字表」（文化審議会答申）では「現行の常用漢字表制定時に追加した95字については、表内の字体に合わせ、一部の字体を簡略化したが、今回は追加字種における字体が既に『印刷標準字体』及び『人名用漢字字体』として示され、社会的に極めて安定しつつある状況を重視し、そのような方針は採らなかった」ため、「現行の常用漢字表で示す『通用字体』と異なるものが一部採用される」ことになった。
印刷文字
- 「餌・遡・遜・謎・餅」の5字には「『しんにょう／しょくへん』にかかわる字のうち、『辶／𩙿』の字形が通用字体であるものについては、『辶／飠』の字形を角括弧に入れて許容字体として併せ示した。当該の字に関して、現に印刷文字として許容字体を用いている場合、通用字体である『辶／𩙿』の字形に改める必要はない。」という「字体の許容」が適用される。
- 「茨・牙・韓・𠮟・栃」の5字には「特定の字種に適用されるデザイン差」（個別デザイン差）が認められている。
- 「情報機器に搭載されている印刷文字字体の関係で、本表の掲出字体とは異なる字体（掲出字体の『頰・賭・剝』に対する『頬・賭・剥』など）を使用することは差し支えない」とされている。これを適用する具体的な字種は明記されていないが、「淫・葛・僅・煎・詮・嘲・捗・溺・塡・賭・剝・箸・蔽・頰」の14字が該当すると考えられる。
- 「臆・骸・惧・稽・柵・恣・煎・嘲・諦・汎・闇・籠」の12字は表外漢字字体表で「漢字使用の実態への配慮から、字体の差と考えなくてもよいと判断」された字形差が、改定常用漢字表ではデザインの差ではなく字体の差とされる。

手書き（筆写の楷書）
「印刷文字字形と手書き字形との関係について、現行常用漢字表にある『（付）字体についての解説』、表外漢字字体表にある『印刷文字字形（明朝体字形）と筆写の楷書字形との関係』を踏襲しながら、実際に手書きをする際の参考となるよう、更に具体例を増やして記述した。」
- 「備考欄にある『*』は、『（付）字体についての解説』『第2 明朝体と筆写の楷書との関係について』の『3 筆写の楷書字形と印刷文字字形の違いが、字体の違いに及ぶもの』の中に参照すべき具体例があることを示す。」
- 備考欄に「*」が付いているのは「彙・淫・葛・嗅・僅・惧・稽・恣・餌・煎・詮・箋・遡・遜・嘲・捗・溺・塡・賭・謎・剝・箸・蔽・餅・頰・喩」の26字である。
- 「『*』の付いた字の多くは、昭和56年の制定当初から常用漢字表に入っていた字体とは、『臭⇔嗅』『歩⇔捗』『狭⇔頰』『道⇔遡』『幣⇔蔽』などのように、同じ構成要素を持ちながら、通用字体の扱いに字体上の差異があるものである。」
- 「『しんにゅう』の印刷文字字形である『辶／辶』に関して付言すれば、どちらの印刷文字字形であっても、手書き字形としては同じ『』の形で書くことが一般的である、という認識を社会全般に普及していく必要がある。」
- 「しんにゅうの字、及びしんにゅうを構成要素として含む字のうち通用字体が『辶』で示されている字については、上記『第2 明朝体と筆写の楷書との関係について』の『1 明朝体に特徴的な表現の仕方があるもの』の中に『辶・辶-』が示され、『辶』も筆写では『辶』と同様に『』と書くことから、備考欄に『*』を付した。」

### 都道府県名など
「改定常用漢字表」（文化審議会答申）では「固有名詞を対象とするものではない。ただし、固有名詞の中でも特に公共性の高い都道府県名に用いる漢字及びそれに準じる漢字は例外として扱う。」とした。これにより、都道府県名に用いる漢字で常用漢字表になかった11字と、近畿の「畿」・韓国の「韓」の2字が常用漢字になった。この13字について整理すると以下の通り。
| 字種 | 音訓   | 専用           | 1字下げ | 備考欄   | 表内                       | 表外                           |
| ---- | ------ | -------------- | ------- | -------- | -------------------------- | ------------------------------ |
| 茨   | いばら | 都道府県名専用 | 1字下げ | 注記あり | 茨城県のみ                 | 茨の道、茨姫など               |
| 媛   | エン   | 一般使用可     | -       | 注記あり | 才媛など                   | -                              |
| 媛   | エン   | 一般使用可     | -       | 注記あり | 愛媛県のみ                 | 媛（ひめ）                     |
| 岡   | おか   | 都道府県名専用 | 1字下げ | 注記あり | 岡山県、静岡県、福岡県のみ | 岡っ引き、岡持ち、岡目八目など |
| 韓   | カン   | 地名専用       | -       | -        | 韓国など                   | （その他）                     |
| 畿   | キ     | 地名専用       | -       | -        | 畿内、近畿など             | （その他）                     |
| 熊   | くま   | 一般使用可     | -       | -        | 熊、白熊など               | -                              |
| 埼   | さい   | 都道府県名専用 | 1字下げ | 注記あり | 埼玉県のみ                 | （その他）                     |
| 鹿   | しか   | 一般使用可     | -       | -        | 鹿                         | -                              |
| 鹿   | か     | 一般使用可     | 1字下げ | -        | 鹿の子など                 | -                              |
| 栃   | とち   | 都道府県名専用 | 1字下げ | 注記あり | 栃木県のみ                 | 栃の木、栃餅、栃麺棒など       |
| 奈   | ナ     | 一般使用可     | -       | -        | 奈落など                   | -                              |
| 梨   | なし   | 一般使用可     | -       | -        | 梨、洋梨など               | -                              |
| 阪   | ハン   | 地名専用       | -       | 注記あり | 阪神、京阪など             | 阪路など                       |
| 阪   | ハン   | 地名専用       | -       | 注記あり | 大阪府のみ                 | 阪（さか）                     |
| 阜   | フ     | 都道府県名専用 | 1字下げ | 注記あり | 岐阜県のみ                 | 陰阜など                       |

「都道府県名専用」および「地名専用」で示した8字が、固有名詞の例外として追加された「都道府県名に用いる漢字及びそれに準じる漢字」に該当する。
※「都道府県名専用」は「1字下げで示した音訓のうち、備考欄に都道府県名を注記したものは、原則として、その都道府県名にのみ用いる音訓であることを示す」という記述に基づくものである。茨木市の場合、茨城県ではないため都道府県専用に当てはまらない。
なお、日本新聞協会新聞用語懇談会では「岡」は「都道府県名専用」とはせず、限定的な熟語（岡っ引き、岡目八目、岡持ち）には使用するよう決めている。

## 法令における使用
法令では常用漢字のみを使用することを原則として、常用漢字外の字は、語そのものの言い換えが行われるか、その字のみ平仮名書きするか、常用漢字外の字を使用しつつ初出の箇所にのみ振り仮名（ルビ）をつける運用がなされる。
同音の漢字による書きかえは、第二次世界大戦後、当用漢字告示後から多用されている。「慰藉料」を「慰謝料」と表記するなどである。
平仮名書きは、機械的に行えるために多く使用されてきたが、同音異義語がある場合や、「だ捕」（拿捕）「改ざん」（改竄）など語の一部のみ平仮名書き（交ぜ書き）される不自然さがあり、次第に避けられるようになりつつある。
初出箇所にのみ振り仮名を振る方式は、常用漢字使用の原則に沿いつつ、自然な記載をなしうるため、法令の条文の記載において、多く用いられるようになりつつある。平成に入って口語化された刑法・民事訴訟法などはいずれもこの方式によっている例である。
法令以外の公用文においても、「公用文作成の考え方」により、常用漢字のみを使用することを原則とするように定められている。

## 実際には使用されないもの
日本国憲法に用いられている漢字は全て当用漢字表に採られ、常用漢字表にも引き継がれている。一般的に用いられない漢字が常用漢字である一因はこのためである。
『公用文作成の要領』において「常用漢字表にあるものであっても、仮名で表記するもの」とされているもの
- 虞、 恐れ：「おそれ」
- 且：「かつ」
- 従って（接続詞）：「したがって」（動詞「したがう」の活用として用いる場合は「従って」と表記）
- 但し：「ただし」
- 但書：「ただし書」
- 外、他：「ほか」
- 又：「また」（ただし、「または」は「又は」と表記する）
- 因る：「よる」

常用漢字表にある字種だが、日本新聞協会新聞用語懇談会が使用しないことを決めた7字
- 虞（おそれ）：『新聞用語集』「用字用語集」では「恐れ」の表記が示され、『NHK漢字表記辞典』では「おそれ」の表記が採られている。常用漢字表外の音に「グ」があり、熟語として虞美人、虞犯などがある。報道関係では「虞犯」は「犯罪予備軍」「非行少年」などに言い換えている。
- 且（かつ）：「かつ」は副詞で「同時に」、接続詞で「それに加えて」という意味があるが、仮名書きが一般的であるとして、新聞社などマスメディアでは漢字を用いない。
- 遵（ジュン）：「決められた規則などに従う」という意味。遵守、遵法などの熟語があるが、『新聞用語集』『NHK漢字表記辞典』共に順守、順法など、同音の「順」とする表記を採る。
- 朕（チン）：かつての天皇の一人称。使用頻度が低いとして使用しないこととされている。『新聞用語集』「用字用語集」に表記例は示されず、『NHK漢字表記辞典』では仮名書きすることが示されている。
- 但（ただし）：仮名書きが一般的であるとして漢字を使用しないこととされている。
- 附（フ）：同音の「付」に書き換える。新聞では学校名や病院名など固有名詞に含まれる「附属」も「付属」とする表記が行われる。『NHK漢字表記辞典』では固有名詞では「附属」の表記も認めている。
- 又（また）：仮名書きが一般的であるとして漢字を使用しないこととされている。公用文とは違い「または」も仮名書きにする。

用途が限られる常用漢字
- 畝（うね・せ）：「畝」（せ）は尺貫法の面積の単位で、反の十分の一。2010年の改定で「せ」の読みが常用漢字表から削除された。「うね」は畑の土盛りの部分。農業関係者を除き用いる機会はまれである。
- 璽（ジ）：「璽」とは天子（皇族）の印のこと。国璽、御璽、印璽などといった熟語があるが、日常で用いられることは極めて少ない。
- 朕（チン）：「朕」は天皇の旧一人称。現在は「私」（わたくし）を用いているが、日本国憲法の上諭で使われている。他は西洋史において「朕は国家なり」という諺が使用される程度で、日常で用いることは極めてまれである。

尺貫法で用いられる常用漢字
- 斤（キン）：「斤」は尺貫法で用いられる質量の単位であり、江戸時代は貨幣の単位にも用いられた。削除が検討され、人名用漢字になる予定だったが、慣習的に食パンを数える単位として用いられるため常用漢字に残された。熟語として斤量などがあるが、競馬において頻用されるほかはあまり用いられていない。

世論調査によって、あまり使用しないと回答された漢字
- 逓（テイ）：「逓」は「一定の数だけ〜していく」という意味。熟語として逓信、逓増、逓減があり、かつて日本では1946年まで逓信省という行政機関が存在し、また現在の日本郵政グループ労働組合の前身の一つとなる労働組合は2004年まで「全逓信労働組合（全逓）」を名乗っていた。世論調査によって、6割以上の人があまり使用しないと回答した漢字の一つである。
- 遵（ジュン）：「逓」同様に、世論調査によって、6割以上の人があまり使用しないと回答した漢字の一つである。

## 字体・字形に関する指針（報告）
近年、手書き文字と印刷文字の表し方に習慣に基づく違いがあることが理解されにくくなっている。また、文字の細部に必要以上の注意が向けられ、正誤が決められる傾向が生じている。
文化庁では、平成26年度から文化審議会国語分科会漢字小委員会において、「手書き文字の字形」と「印刷文字の字形」に関する指針の作成」に関して検討を進めていたが、その検討結果が国語分科会で「常用漢字表の字体・字形に関する指針（報告）」（案）として示された。